# بلدار کولا
بلدار کولا (آلبانیایی: Bledar Kola؛ زادهٔ ۱ اوت ۱۹۷۲) بازیکن سابق و مربی فوتبال اهل آلبانی است.
از باشگاه‌هایی که در آن بازی کرده‌است می‌توان به باشگاه فوتبال پارتیزانی تیرانا، باشگاه فوتبال پاناتینایکوس، باشگاه فوتبال الباسانی، باشگاه فوتبال آپولون اسمیرنیس، و باشگاه فوتبال آ. ا. ک آتن اشاره کرد.
وی همچنین در تیم ملی فوتبال آلبانی بازی کرده‌است.